# Grand Prix d'Allemagne de Champ Car
Le Grand Prix d'Allemagne de Champ Car était une manche du championnat CART (nommé ensuite Champ Car), disputée durant deux ans sur l'ovale de l'EuroSpeedway Lausitz en Allemagne.
La course de 2001 fut marquée par le très grave accident d'Alessandro Zanardi qui lui coûta ses deux jambes. En 2003, il acheva symboliquement sa course au volant d'une monoplace spécialement préparée pour lui. 

## Noms officiels
Les différents noms officiels du Grand Prix automobile d'Allemagne au fil des éditions :
- 2001 : The American Memorial
- 2003 : German 500

## Palmarès
| Année | Vainqueur          | Voiture            | Championnat       | Résultats     |
| ----- | ------------------ | ------------------ | ----------------- | ------------- |
| 2001  | Kenny Bräck        | Lola-Ford          | CART World Series | Résultats     |
| 2002  | Pas de course      | Pas de course      | Pas de course     | Pas de course |
| 2003  | Sébastien Bourdais | Lola-Ford/Cosworth | CART World Series | Résultats     |